# Tunezja na Mistrzostwach Świata w Lekkoatletyce 2022
Tunezja na Mistrzostwach Świata w Lekkoatletyce 2022 – reprezentacja Tunezji podczas mistrzostw świata w Eugene liczyła 4 zawodników.

## Skład reprezentacji

### Kobiety
| Zawodniczka     | Konkurencja                   | Eliminacje | Eliminacje | Finał   | Finał   | Źródło      |
| Zawodniczka     | Konkurencja                   | Wynik      | Pozycja    | Wynik   | Pozycja | Źródło      |
| --------------- | ----------------------------- | ---------- | ---------- | ------- | ------- | ----------- |
| Marwa Bouzayani | bieg na 3000 m z przeszkodami | 9:12,14    | 3. Q       | 9:20,92 | 9.      | [ 1 ] [ 2 ] |

### Mężczyźni
| Zawodnik              | Konkurencja                   | Eliminacje | Eliminacje | Półfinał | Półfinał | Finał | Finał   | Źródło      |
| Zawodnik              | Konkurencja                   | Wynik      | Pozycja    | Wynik    | Pozycja  | Wynik | Pozycja | Źródło      |
| --------------------- | ----------------------------- | ---------- | ---------- | -------- | -------- | ----- | ------- | ----------- |
| Abdessalem Ayouni     | bieg na 800 m                 | 1:46,59    | 23. Q      | 1:46,08  | 12.      | NQ    | NQ      | [ 3 ] [ 4 ] |
| Ahmed Jaziri          | bieg na 3000 m z przeszkodami | 8:28,28    | 26.        | —        | —        | NQ    | NQ      | [ 5 ]       |
| Mohamed Amin Jhinaoui | bieg na 3000 m z przeszkodami | 8:22,00    | 18.        | —        | —        | NQ    | NQ      | [ 5 ]       |